# Festuca petraea
Festuca petraea là một loài thực vật có hoa trong họ Hòa thảo. Loài này được Guthn. ex Seub. mô tả khoa học đầu tiên năm 1840.